# Fernand Wambst
Fernand Wambst (* 26. Dezember 1912 in Colombes; † 9. September 1969 in Blois) war ein französischer Radrennfahrer.

## Sportliche Laufbahn
Wambst war im Bahnradsport aktiv. Von 1938 bis 1942 war er Unabhängiger und Berufsfahrer. 1938 siegte er im Sechstagerennen von Indianapolis mit Henri Lepage als Partner. 1941 gewann er das Sechstagerennen von Buenos Aires mit Antonio Bertola. In Paris gewann er 1938 den renommierten Prix Goullet-Fogler mit Émile Diot und 1940 den Prix Dupré-Lapize, ebenfalls mit Diot.

## Familiäres
Auch seine Brüder Georges Wambst und Auguste Wambst waren Radrennfahrer.